# Border Guards
Border Guards (englisch für Grenzwächter) ist eine Science-Fiction-Novelette des australischen Schriftstellers Greg Egan, zuerst veröffentlicht in Interzone 148 im Oktober 1999. Die Novelette wurde in den Anthologien The Year’s Best Science Fiction: Seventeenth Annual Collection bearbeitet von Gardner Dozois im Jahr 2000, Year’s Best SF 5 bearbeitet von David G. Hartwell im Jahr 2000, Beyond Singularity bearbeitet Jack Dann und Gardner Dozois sowie in der Sammlung Oceanic im Jahr 2009 veröffentlicht.

## Handlung
In der Stadt Noether in einem Universum von der Form eines 3-Torus spielen Jamal und Margit das Spiel Quantenfußball, für welches das Feld durch einen Potentialtopf mit unendlich hohen Wänden und der Ball durch eine Wellenfunktion ersetzt wird. Durch die Verschiebung von Energien zwischen den Moden mit verschiedenen Frequenzen versuchen die Spieler die Aufenthaltswahrscheinlichkeit im Tor des gegnerischen Teams zu erhöhen. Das Team von Jamal verliert gegen das Team von Margit und danach reden beide. Jamal, welcher die Kategorie der komplexen Darstellungen von Lie-Gruppen studiert, da Emmy Noether eine Pionierin der Gruppentheorie war, ist nur daran interessiert, mehr zu lernen und nicht neues zu entdecken. Margit entgegnet jedoch, genau das getan zu haben. Jamal vermutet erst, dass Margit tatsächlich Ndoli ist, der nigerianische Neurobiologie, welcher den Jewel erfunden hat, ein Gerät zur digitalen Aufnahme eines Gehirns und dadurch die Grenze zwischen Leben und Tod überschreitet, oder mit ihm gearbeitet hat. Doch Margit enthüllt, hinter der Entdeckung der neuen Territorien wie ihren Universum zu stecken und nun deren Grenzen zu hüten. Jamal überredet all ihre Freunde vom Quantenfußball, ihr dabei zu helfen, sodass sie endlich einmal mit ihnen zusammen im Fluss schwimmen gehen kann.

## Übersetzung
Die Novelette wurde auf Japanisch von Makoto Yamagishi (2001), Italienisch von Roberto Marini (2002), Niederländisch (2006), Polnisch von Iwona Michalowska-Gabrych (2007), Französisch (2009) und Chinesisch (2024) übersetzt.

## Kritik
Karen Burnham schreibt in Greg Egan (Masters of Science Fiction), dass die Novelette sich mehr mit der Verwirrung der Menschheit bezüglich Unsterblichkeit zu tun, sowie mit den anhaltenden Folgen von Trauma („has more to do with humanity’s dislocation in becoming immortal, as well as the lasting effects of trauma“).

## Preise
Die Novelette gewann den Locus Award für beste Novelette im Jahr 2000, war für den Hugo Award für beste Novelette im Jahr 2000 nominiert und erreichte den sechsten Platz im Interzone Readers Poll im Jahr 2000.